# Kriegerdenkmal Genthin

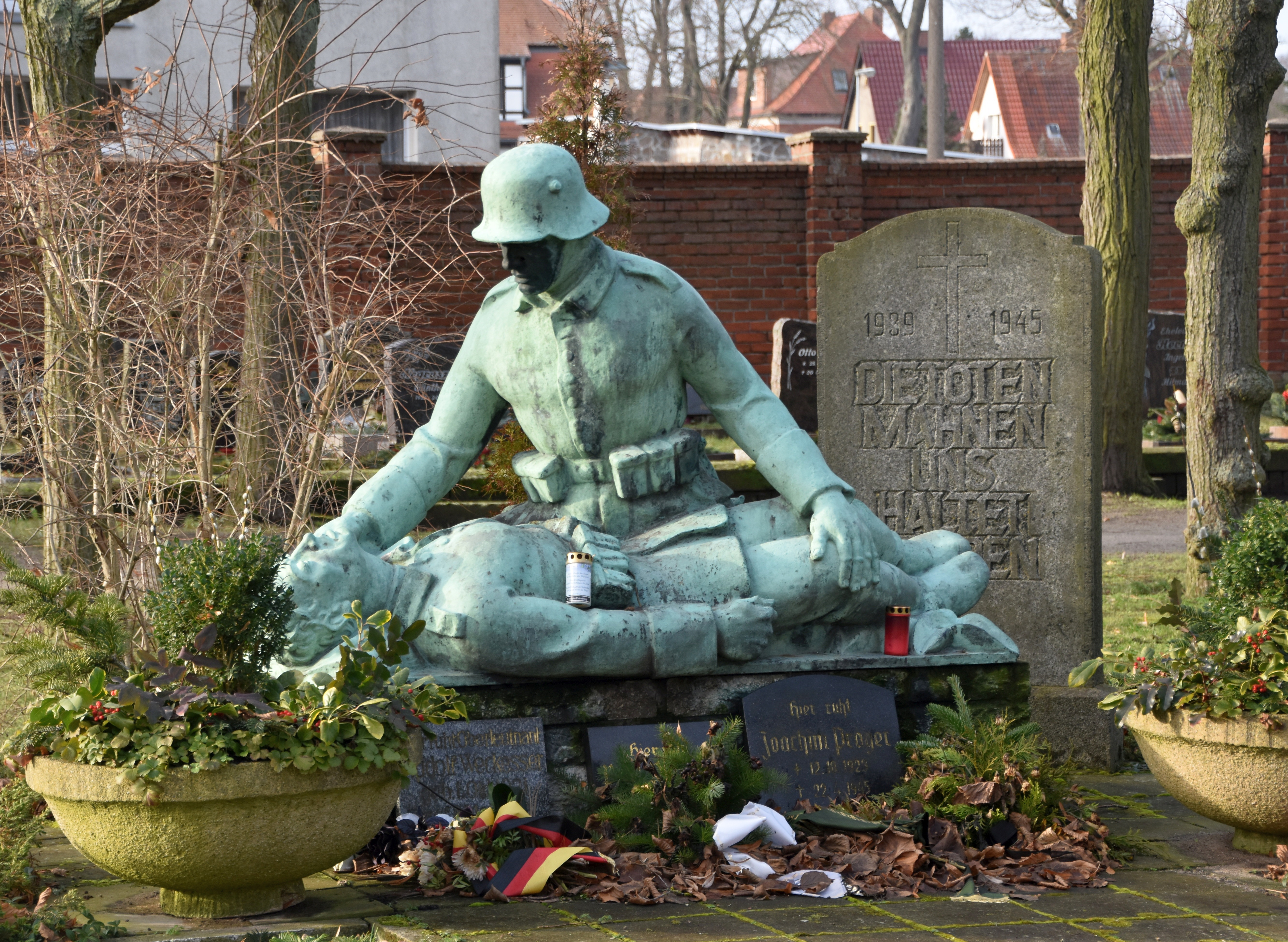
Kriegerdenkmal beider Weltkriege

Das Kriegerdenkmal Genthin ist ein denkmalgeschütztes Kriegerdenkmal in der Stadt Genthin in Sachsen-Anhalt. Im örtlichen Denkmalverzeichnis ist das Kriegerdenkmal unter der Erfassungsnummer 094 76046 als Kleindenkmal verzeichnet.

## Allgemeines
Das Kriegerdenkmal ist eine Plastik zweier Soldaten, einer sterbend, einer trauernd. Diese Plastik war zuvor die zentrale Figur einer größeren Gedenkstätte für die gefallenen Soldaten des Ersten Weltkriegs. Es befindet sich auf dem Friedhof in der Friedhofstraße in Genthin.
Die ursprüngliche Gedenkstätte hatte eine unterkellerte achteckige Gedenkhalle mit sechs Buntglasfenstern und war zu einer Seite offen, gekrönt von einem Eisernen Kreuz und mit einer Inschrift verziert. Die Gesamtfläche der Gedenkstätte umfasste 270 Quadratmeter. Die Plastik befand sich in der Mitte des Bauwerks auf einen Marmorsockel. An den Innenwänden der Gedenkhalle befanden sich Gedenktafeln aus Jura-Marmor, in die die Namen und Jahreszahlen der gefallenen Soldaten mittels Schablone und Sandstrahlgebläse eingegraben und mit violettblauer Farbe ausgemalt waren. Die Buntglasfenster zeigten verschiedene Szenen aus dem Ersten Weltkrieg. Die Inschrift über der Halle wurde im Laufe der Jahre geändert. Die Einweihung der Gedenkhalle fand am 9. Mai 1931 statt und bestand bis zum Baubeginn der Poliklinik im Jahr 1972 in der Karower Straße. Beim Abriss der Halle wurden die Gedenktafeln zerstört und die Plastik eingelagert. Als nach der Deutschen Wiedervereinigung die Kriegsgräberstätte der Gefallenen des Zweiten Weltkriegs auf dem Ehrenhain des Friedhofs neugestaltet wurde, entschied man sich die Plastik mit aufzustellen.

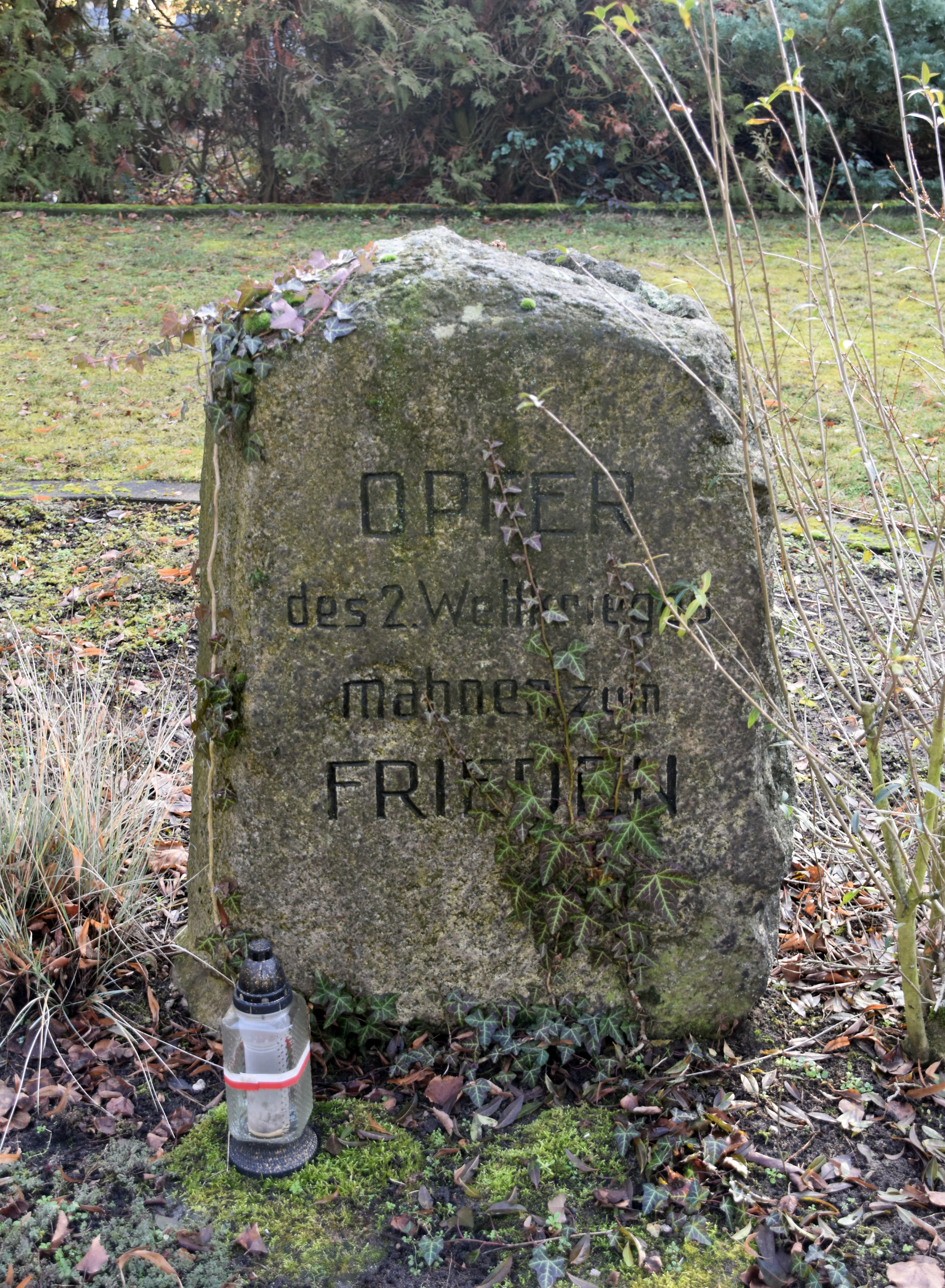
Gedenkstein für Opfer des Zweiten Weltkrieges im hinteren Teil des Friedhofs

Auf dem hinteren Teil des Friedhofs befindet sich zusätzlich zum Kriegerdenkmal ein schlichter Gedenkstein mit einer Inschrift bei einem Massengrab.